# Paul Smyth
 (mars 2018).
Paul Smyth, né le 10 septembre 1997 à Belfast, est un footballeur international nord-irlandais. Il joue comme attaquant pour Queens Park Rangers.

## Biographie

### En club
Formé à Linfield, il passe trois saisons avec le club en D1 nord-irlandaise.
Le 29 juillet 2017, il rejoint les Queens Park Rangers, en D2 anglaise.
Le 25 janvier 2019, il est prêté à Accrington Stanley.
Le 19 juillet 2019, il est prêté à Wycombe Wanderers.
Le 16 octobre 2020, il est prêté à Charlton Athletic.
Le 28 janvier 2021, il est prêté à Accrington Stanley.
Le 25 juin 2021, il rejoint Leyton Orient.
Le 27 juin 2023, il rejoint Queens Park Rangers.

### En équipe nationale
Avec les espoirs, il participe aux éliminatoires du championnat d'Europe espoirs, inscrivant un but contre l'Ukraine en octobre 2016.
Le 24 mars 2018, Smyth fait ses débuts internationaux avec l'équipe d'Irlande du Nord lors d'un match amical contre la Corée du Sud. Il marque le but de la victoire à la 82e, seulement quatre minutes après son entrée en jeu (score final 2-1).

## Palmarès

### En club
- Champion de la Football League Two (4e division) en 2023 avec Leyton Orient

### Distinction individuelle
- Membre de l'équipe type de League One (quatrième division) en 2023[5]